# 拼裝玩具

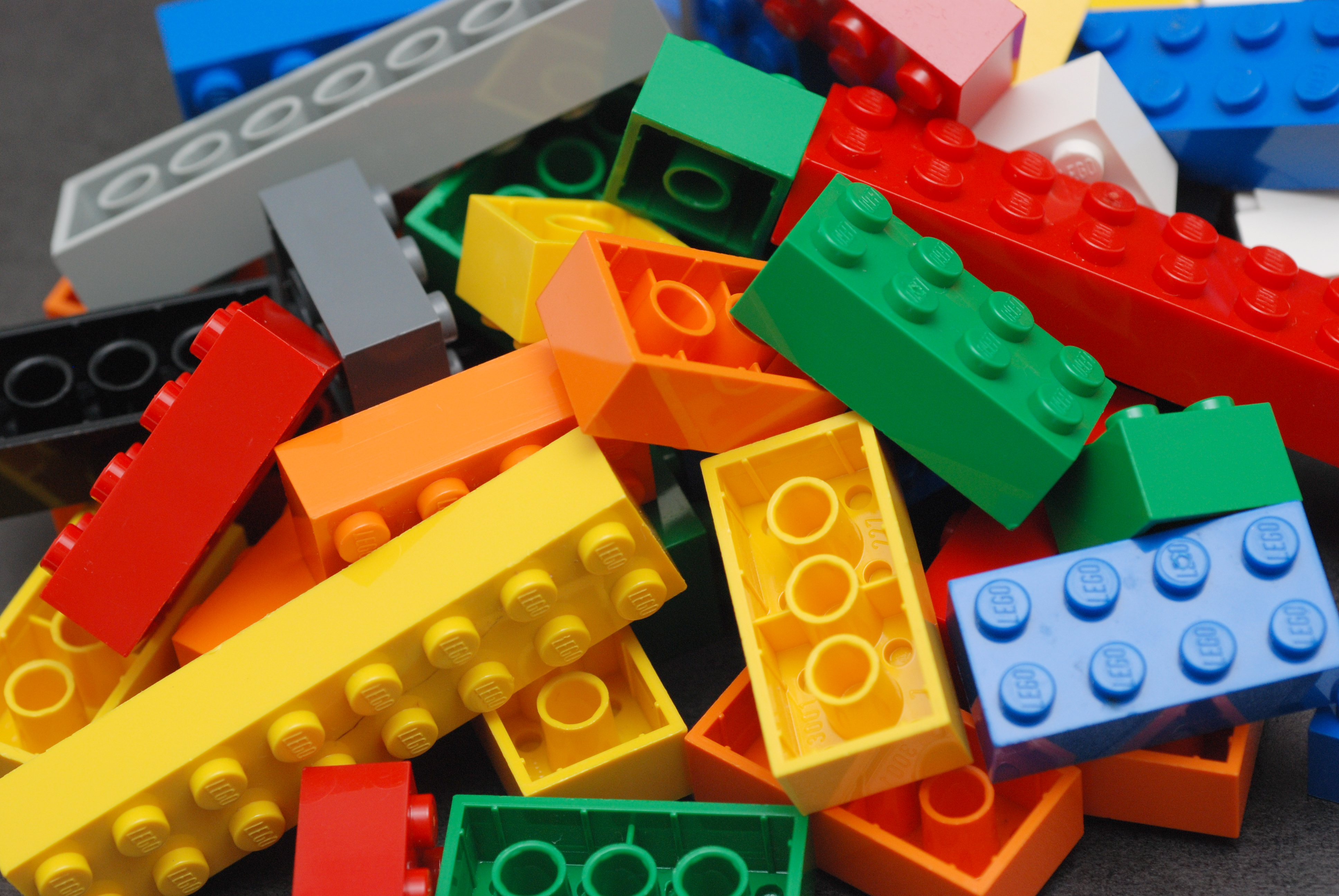
樂高积木就是一種拼裝玩具

拼裝玩具是一種由标准化零件拼接起來的的模型，也是一種玩具。樂高旗下的產品就屬於拼裝玩具。由於拼裝玩具在拼接前是零散的零件，所以要把它拼接起來，可能需要多個人合作，才能完成任務。 